# كينيث غوستافسون
كينيث غوستافسون (بالسويدية: Kenneth Gustafsson)‏ (و. 1979  م) هو لاعب كرة قدم، من السويد، ولد في السويد، يلعب كمُدَافِع.

## روابط خارجية
- كينيث غوستافسون على موقع اتحاد السويد (السويدية)
- كينيث غوستافسون على موقع قاعدة بيانات كرة القدم.إي يو (الإنجليزية)
- كينيث غوستافسون على موقع عالم كرة القدم.نت (الإنجليزية)